# Braewick (West Mainland)

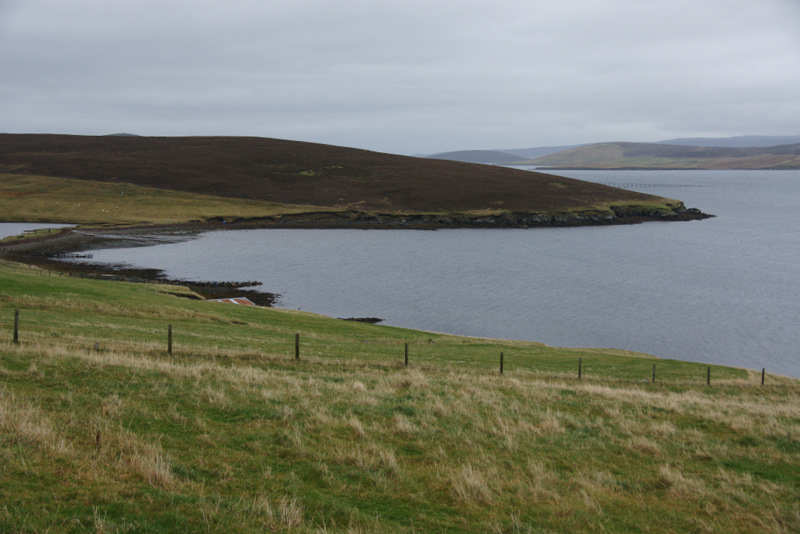
Blick von Braewick auf die Bucht

Braewick ist eine kleine Ortschaft, die in Schottland im Westen der Shetlandinseln liegt.

## Geographie
Braewick liegt im Nordwesten der Insel Mainland, am westlichen Ufer der Bucht Aith Voe und gegenüber der East Burra Firth. Die wenigen Häuser des Dorfes verteilen sich an einer Straße, die von Aith, das etwa zwei Kilometer entfernt ist, nach Nordwesten führt. Die Gegend ist dünn besiedelt und wird hauptsächlich landwirtschaftlich genutzt. Südwestlich des Ortes liegt der 63 Meter hohe Hill of Braewick.

## Historisches
Im Rahmen der historischen Gliederung Schottlands in Civil Parishes zählt Braewick zu Sandsting.